# 1040

## أحداث
- بداية الحروب البيزنطية النورمانية في 1040 والتي انتهت في 1185.
- الأمير المغراوي حَمَّاد بن معنصر يتمرد على ابنه عمه دوناس بن حمامة ويفرض حصارا شَدِيدا على مدينة فاس وَقطع عَن عدوة القرويين مجرى الْوَادي وخَنْدَق دوناس على نَفسه.

## مواليد
- أبو الوفاء علي بن عقيل
- المعتمد بن عباد
- عمر الخيام الشاعر الفارسي المسلم (توفي 1131 م)
- يوليو - ألفونسو السادس ملك قشتالة.

## وفيات
- دنكان الأول